# Integrated Ocean Drilling Program
L'Integrated Ocean Drilling Program (IODP) è stato un programma di ricerca marina internazionale della durata di 10 anni. Utilizzando attrezzature di perforazione montate a bordo delle navi ha monitorato e saggiato l'ambiente al di sotto del fondo marino. Con questa ricerca, la IODP ha documentato i cambiamenti ambientali, i processi della Terra, la biosfera e la geodinamica.
A partire dal 2013 il programma ha iniziato una nuova ricerca di 10 anni con la International Ocean Discovery Program. Quest'ultimo si occupa di studiare la storia della Terra attraverso i sedimenti del fondo marino in un'ottica di studio delle problematiche ambientali. IODP è sostenuto da 26 paesi, i cui scienziati sono selezionati dall'IODP per condurre spedizioni di ricerca negli oceani di tutto il mondo.

## Storia
I programmi di ricerca sono cominciati a partire dal 1961 con il progetto Mohole, un'idea sviluppata dall'American Miscellaneous Society finanziata National Science Foundation con lo scopo di studiare attraverso perforazione la discontinuità di Mohorovičić, linea di demarcazione tra la crosta oceanica e il mantello terrestre.
La frase successiva della ricerca scientifica delle perforazioni oceaniche fu il Deep Sea Drilling Project (DSDP), a partire dal 1966 con la nave da perforazione Glomar Challenger, che a partire all' 11 agosto 1968 effettuò perforazioni e carotaggi negli oceani Atlantico, Pacifico e Indiano, oltre che nel Mar Rosso e Mediterraneo.
Nel 1985 iniziò un nuovo programma di ricerca, Ocean Drilling Program (ODP), sostituendo il Glomar Challenger con la nave JOIDES Resolution. Furono condotte 110 spedizioni con 2000 perforazioni lungo tutti i bacini oceanici del mondo.
Sulla base del successo delle precedenti missioni si decise di utilizzare più piattaforme di perforazione tramite la collaborazione internazionale di 26 paesi dando avvio all'Integrated Ocean Drilling Program (IODP), che durò 10 anni dal 2003 al 2013. Ci furono 52 spedizioni realizzate dalle piattaforme JOIDES Resolution e dalla giapponese Chikyu, oltre a piattaforme specifiche per missione.
A partire da ottobre 2013 i partner del progetto hanno continuato l'esplorazione dei fondali marini con nuovo piano decennale dell'International Ocean Discovery Program.

## Paesi membri
All'IODP partecipano 26 paesi membri:
1. Stati Uniti d'America
2. Giappone
3. Austria
4. Belgio
5. Canada
6. Danimarca
7. Finlandia
8. Francia
9. Germania
10. Islanda
11. Irlanda
12. Italia
13. Paesi Bassi
14. Norvegia
15. Polonia
16. Portogallo
17. Spagna
18. Svezia
19. Svizzera
20. Regno Unito
21. Repubblica popolare cinese
22. Repubblica di Corea
23. Australia
24. Nuova Zelanda
25. India
26. Brasile (da agosto 2012).

## Obiettivi
Gli obiettivi principali del programma sono:
1. Recuperare testimonianze geologiche e campioni di roccia;
2. Ricercare e documentare cambiamenti dell'oceano e climatici nel corso del tempo;
3. Verificare la presenza di vita primitiva al di sotto del fondale oceanico;
4. Studiare il movimento della placche tettoniche e scoprire come avviene il loro riciclo al di sotto della Litosfera.

## Navi e piattaforme di perforazione
IODP utilizza due imbarcazioni di perforazione dedicate, ciascuno sponsorizzato da una propria agenzia:

### JOIDES Resolution- privo di riser

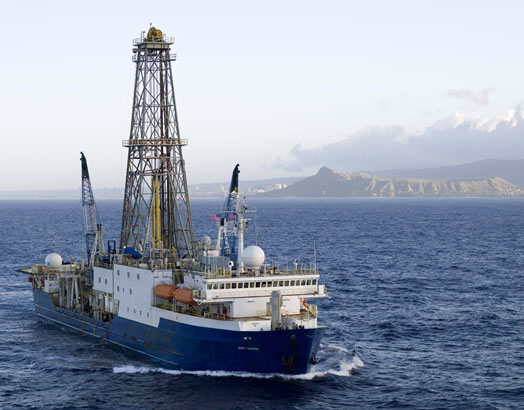
La Joides

La nave di perforazione Joides finanziata dagli USA ha operato nell'Ocean Drilling Program e nella prima fase dell'IODP. In seguito l'imbarcazione fu sottoposta a un aggiornamento che ha aumentato lo spazio per i laboratori e migliorato le capacità di perforazione, carotaggio, capacità di analisi, la sicurezza e protezione ambientale.

### Chikyu- con riser

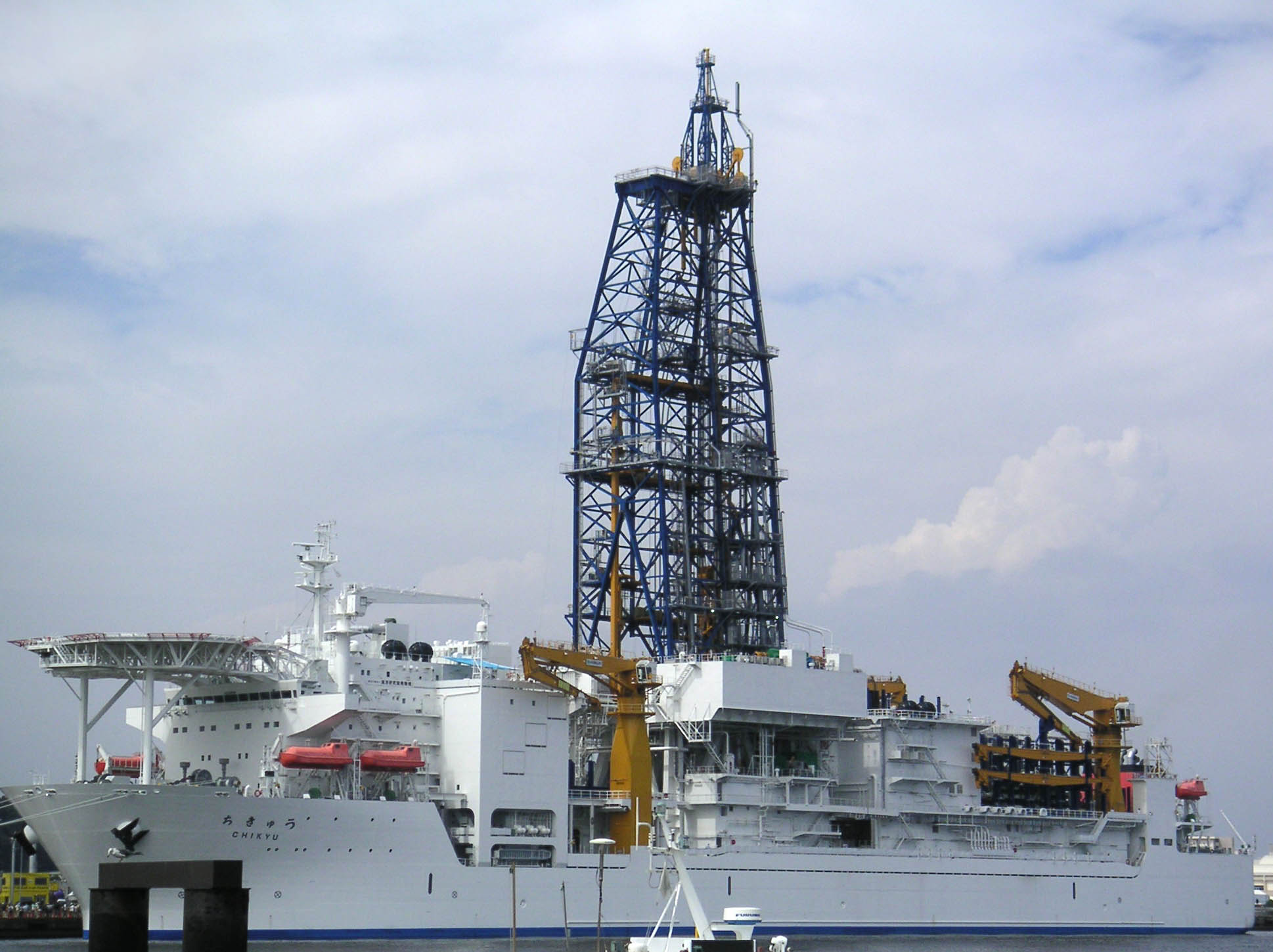
La Chikyu

Il Giappone cominciò la costruzione di una nave di perforazione che fosse lo stato dell'arte della ricerca scientifica nel 2001 con lo scopo di raggiungere il mantello terrestre e riuscire a perforare in una zona sismologica attiva. Il risultato fu la Chikyu (in giapponese "pianeta Terra") dotata, tra l'altro, di un sistema di perforazione dotato di riser, un sistema di posizionamento dinamico,
e un sistema di circolazione di fango ad alta densità per evitare il collasso pozzo durante la perforazione. La Chikyu può alloggiare 150 persone, viaggiare a 12 nodi e perforare più di 7000 m al di sotto del fondo marino in acque profonde più di 2000 m. La Chikyu è stata danneggiata dallo tsunami dell'11 marzo 2011 ed è rimasta fuori servizio per diversi mesi. La Chikyu è tornata operativa a partire da giugno 2011, riavviando le attività dell'IODP. In occasione dello tsunami ha salvato i 50 bambini che erano a bordo.

### Piattaforme specifiche per missione
Il Consorzio europeo per la perforazione oceanica a fini di ricerca (ECORD) commissiona per conto dell'IODP navi volta per volta in base alle necessita specifiche. L'ECORD ha effettuato 5 missioni specifiche per conto dell'IODP: nelle acque ghiacciate dell'Artico; in quelle poco profonde nei pressi di Tahiti, al largo delle coste del New Jersey, nella Grande Barriera Corallina australiana e nel Mar Baltico.
La spedizione nell'artico (2004) ha usato 3 rompighiaccio: la Oden e la Sovetskiy Soyuz per realizzare un passaggio attraverso i ghiacci per far passare la terza nave, la Vidar Viking, convertita in modo da realizzare le perforazioni.
La spedizione nei pressi di Tahiti (2005) si è servita della DP Haunter riconvertita a nave di perforazione, particolarmente adatta per le acque basse di Tahiti.
Nel 2009 ha avuto luogo la missione di perforazione per lo studio della piattaforma continentale nelle acque del New Jersey e per l'occasione si è fatto uso della L/B Kayd, una nave in grado di sollevarsi su tre piedi trasformandosi in una piattaforma di perforazione.
Nel 2010 la Greatship Maya, dotata di una torre di perforazione alta 32 m e una capacità di 100 t, è stata utilizzata nell'ambito della missione di monitoraggio dei cambiamenti ambientali presso la Grande barriera corallina.
Tra settembre e novembre 2013 la Greatship Manisha è stata impiegata nell'ambito della missione nel mar Baltico con l'intento di studiare l'evoluzione del paleoambiente, attraverso perforazioni in 6 diversi siti.

## Mappa delle perforazioni aggiornata al 2013

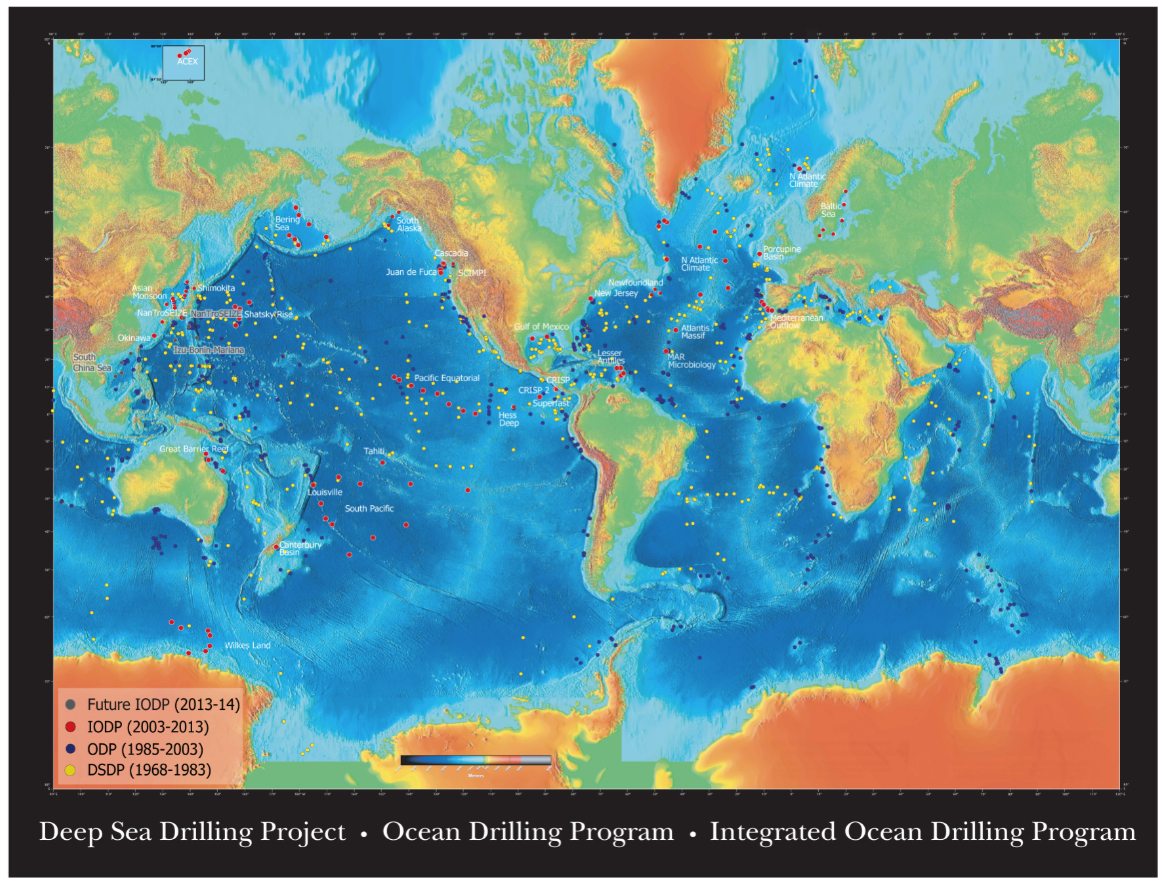
Mappa dei siti di perforazione aggiornata al 2013 a partire dal 1968. In legenda sono riportate le diverse campagne di ricerca con diversi colori.